# Ravine Moulin
Die Ravine Moulin ist ein kurzer Fluss im Parish Saint Patrick von Dominica.

## Geographie
Die Ravine Moulin entspringt an einem Südausläufer von Foundland. Sie fließt nach Süden und nach kurzem steilem Lauf mündet der Bach bei Dubuc in den Dubuc River, kurz bevor dieser selbst in den Atlantik mündet.